# Emesis aurelia
Emesis aurelia är en fjärilsart som beskrevs av Bates 1867. Emesis aurelia ingår i släktet Emesis och familjen Riodinidae. Inga underarter finns listade i Catalogue of Life.